# Ulica Kardynała Stefana Wyszyńskiego w Stargardzie

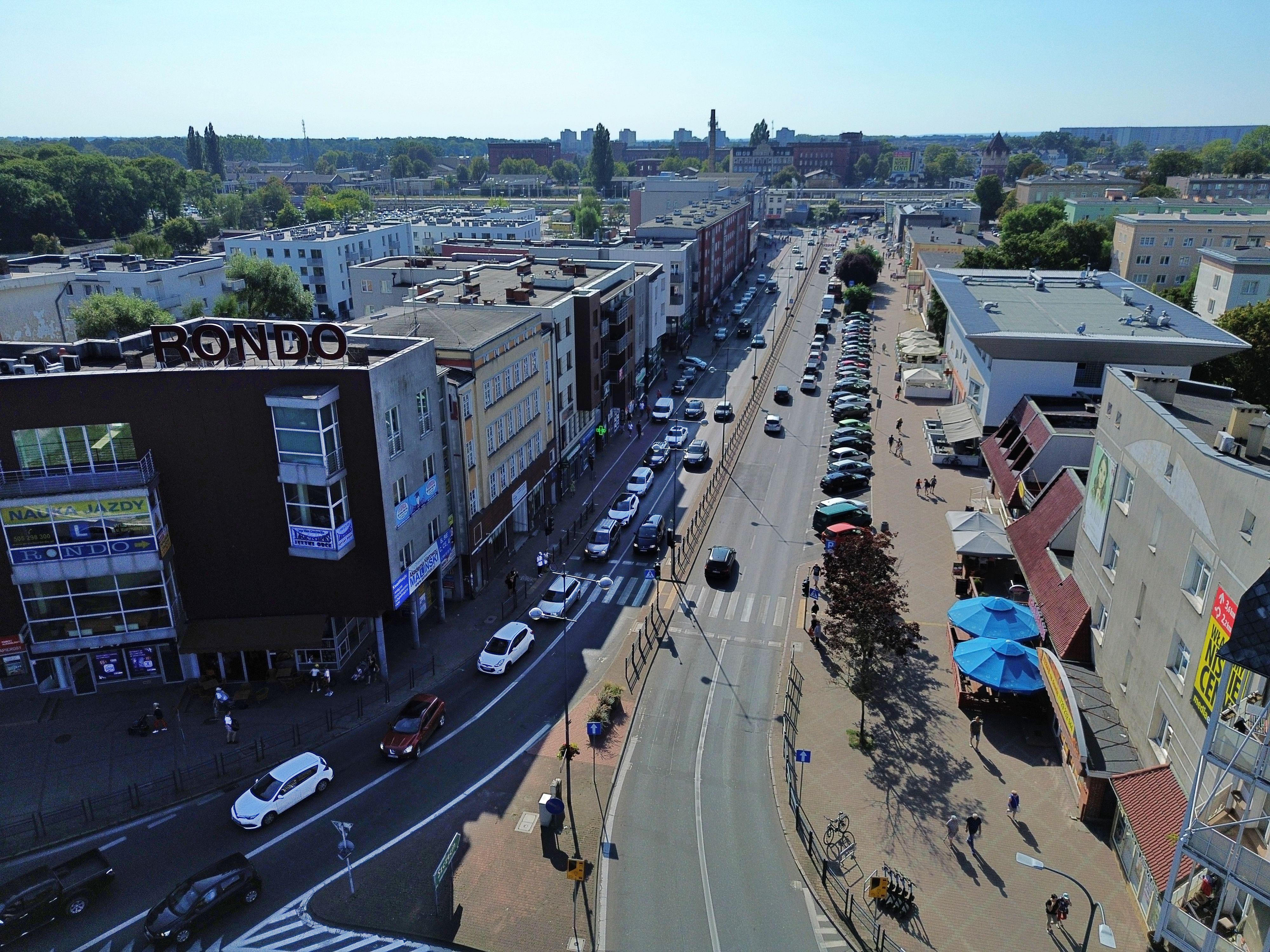
Ul. Wyszyńskiego - widok od strony wschodniej

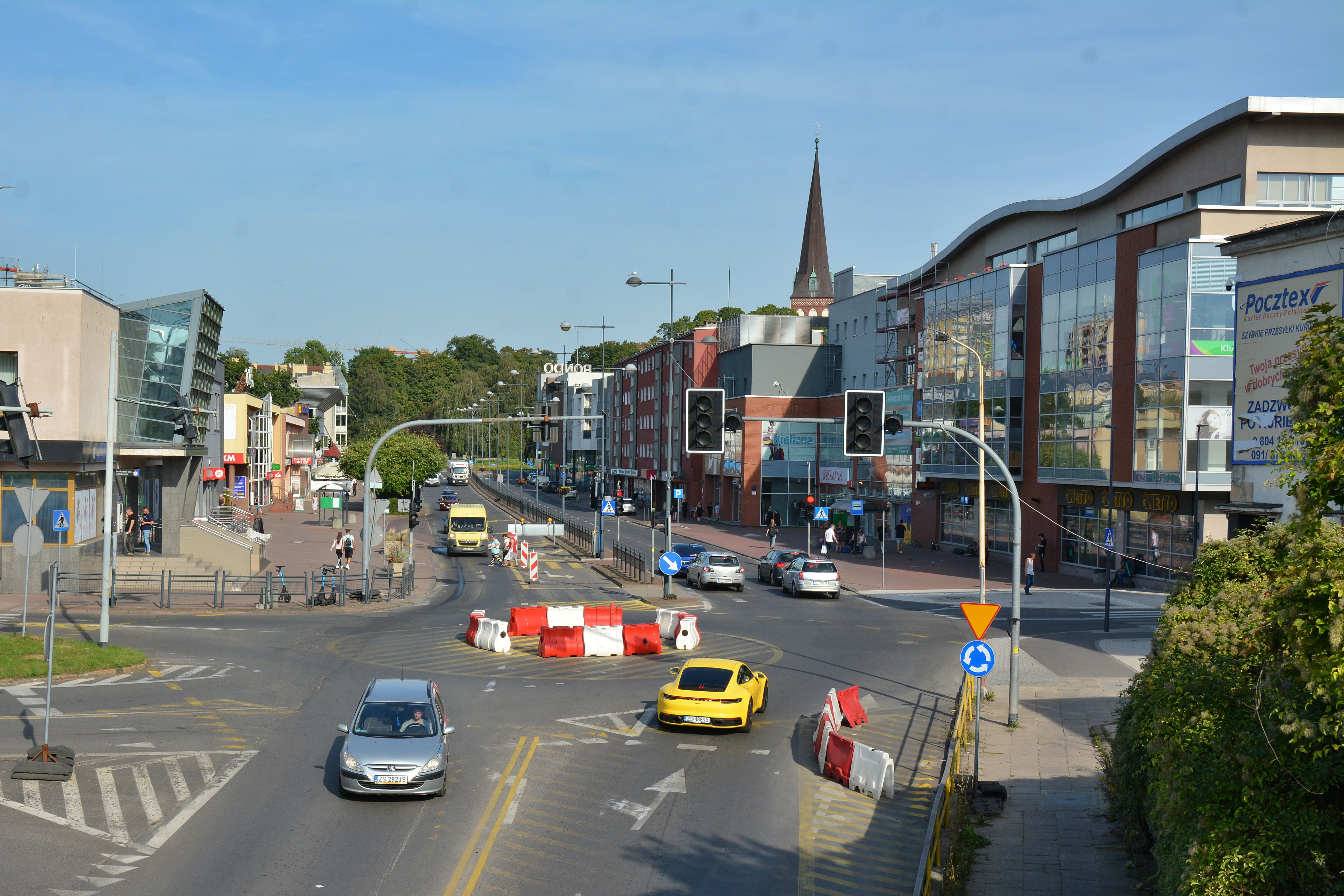
Ul. Wyszyńskiego - widok od strony zachodniej

Ulica Ks. Kardynała Stefana Wyszyńskiego w Stargardzie d. Mariana Buczka, Józefa Stalina, Bahnhofstrasse (z niem. Dworcowa), główna ulica Stargardu o długości 350 m, pomiędzy placem Wolności a dworcem kolejowym. 

## Historia
W średniowieczu ulica służyła jedynie jako dukt w kierunku Szczecina. Początek jej rozwoju sięga początków kolejnictwa w Stargardzie (tj. ok. połowy XIX wieku), to właśnie budowa linii kolejowej do Poznania, a później do Szczecina spowodowała rozkwit ulicy. Początkowo na Bahnhofstrasse powstawały budynki o charakterze magazynowo-przemysłowym, stanowiące zaplecze dla kolei. Dopiero w następnych latach rozpoczęto budowę 2 i 3 kondygnacyjnych kamienic. 
Początkowo Dworcowa liczyła sześć numerów, a mieszkający tam ludzie związani byli z koleją. Na przełomie 1885/86 położono na ulicy bruk, a liczba budynków wzrosła do 24. Bahnhofstrasse już na początku XX wieku pełniła funkcję centrum życia społecznego miasta, które przesunęło się z Rynku Staromiejskiego. Przy ulicy znajdowały się reprezentacyjne hotele (Pommerscher Hof-pod №10, Kaiser Hof-pod №5), restauracje (Schreiter Gastwirtschaft-pod №21, Poβin Gastwirtschaft-pod №19, Zum Kulmbacher-pod №14, Mohrin Gastwirtschaft-pod №12), kawiarnie, cukiernie (Ortmann Konditorei-pod №11) i pierwsze w Stargardzie kino Capitol-pod №10, powstałe na początku lat 30. XX wieku. Ulica Dworcowa była pierwszą ulica w mieście, którą w 1899 rozświetliły elektryczne latarnie. 
W 1945 roku po przejęciu miasta przez Polaków przystąpiono do przemianowywania ulic. Początkowo zaproponowano by ulicę nazwać Kolejowa, lecz zdecydowano się na nazwanie jej ul. Marszałka Józefa Stalina. W 1956 nazwę ulicy zmieniono na Mariana Buczka. Na początku lat 60. XX wieku przy ul. Buczka otwarto pierwsze w mieście centra handlowe – SDH, a w kilka lat później Millenium, które funkcjonują do dziś. W latach 70. wyburzono stare budynki po północnej stronie jezdni w celu poszerzenia ulicy do dwóch jezdni w obu kierunkach. Po upadku demokracji ludowej ulicę przemianowano na Kard. Stefana Wyszyńskiego.
Obecnie ul. Wyszyńskiego pełni głównie funkcje handlowe, usługowe i rozrywkowe. Przy ulicy znajduje się centrum handlowe – Zodiak, wiele placówek banków, sklepy i puby oraz stanowi ważny węzeł komunikacyjny.